# Karel Sommer
Karel Sommer  (18. října 1929, Malé Hradisko – 8. února 2015, Šternberk) byl český historik věnující se hospodářským a politickým dějinám Československa a regionálním dějinám Prostějovska.

## Životopis
Vystudoval reálné gymnázium v Prostějově (1949) a dějepis-zeměpis na Filozofické fakultě Univerzity Palackého v Olomouci (1953). Poté působil na katedře marxismu-leninismu na Lékařské fakultě UPOL. V roce 1964 obhájil kandidátskou práci a v roce 1966 byl jmenován docentem dějin dělnického hnutí. Od roku 1948 byl členem KSČ, v roce 1968 se zapojil do reformního hnutí. V roce 1970 byl vyloučen z KSČ a propuštěn z univerzity. Poté částečně působil ve Slezském ústavu v ČSAV v Opavě. Po roce 1989 působil ve Slezském zemském muzeu, v roce 2003 odešel do důchodu. Po sametové revoluci se věnoval politickým a regionálním dějinám.

## Dílo
- (společně s Josefem Julínkem): Nejen o bousínské škole. Praha 2009.
- (společně s Josefem Julínkem): Politik a kněz Alois Kolísek. Praha 2012.
- (společně s Josefem Julínkem): Putování dějinami Bousína & Repech 1945–2005. Bousín 2007.
- UNRRA a Československo. Opava 1993.
- Vybrané kapitoly z dějin Protivanova. 2 svazky. Protivanov 2003–2005.
- Z bojů dělnické třídy a KSČ na Prostějovsku v letech 1921–1929. Brno 1965.
- (společně s Emilem Gímešem): Z dějin oděvního průmyslu na Prostějovsku. Prostějov 1970.
- Z letopisů Malého Hradiska. Malé Hradisko 1997.
- Z minulosti Malého Hradiska. Malé Hradisko 1987.
- Z nejnovějších dějin obce Malé Hradisko 1945–1988. Malé Hradisko 1990.